# 대기광

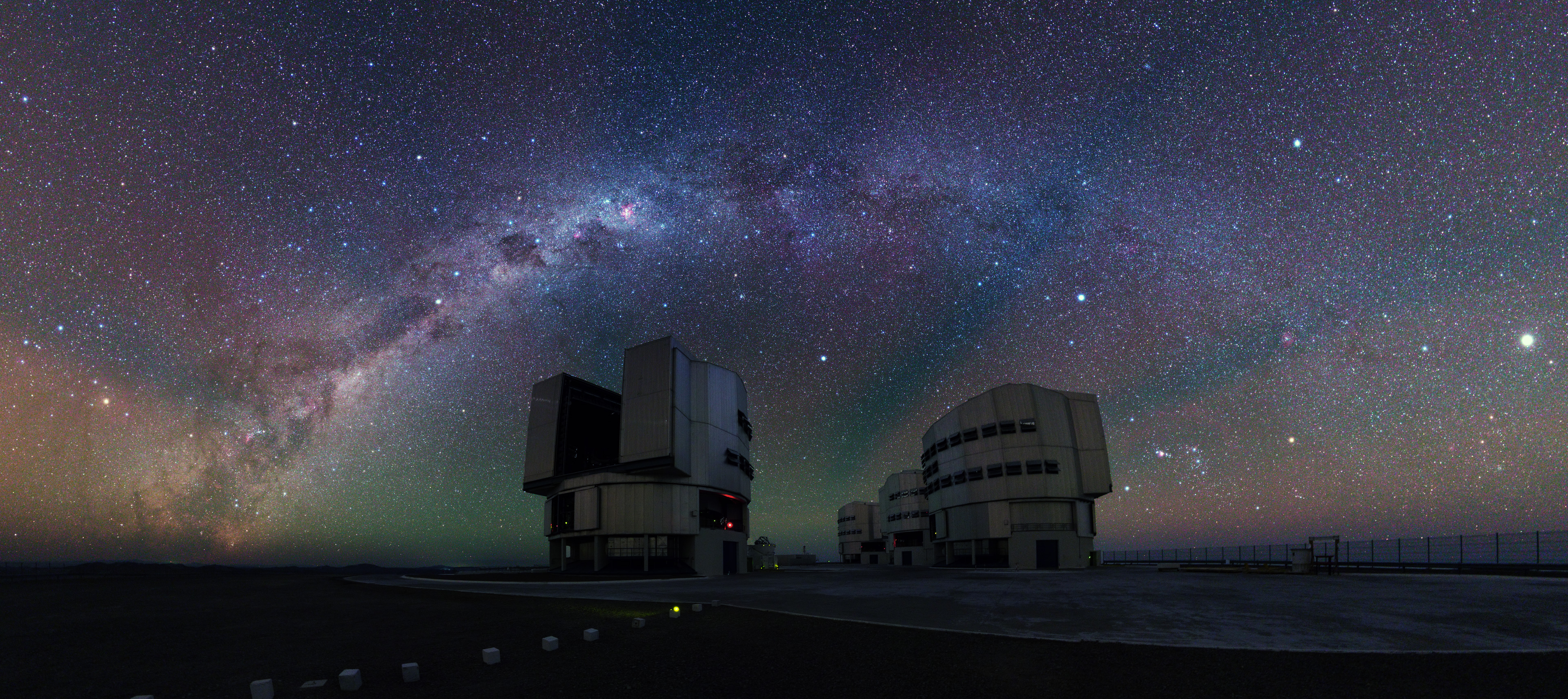
VLT 플랫폼을 통해 본 대기광

대기광(airglow, 에어글로) 또는 야광(nightglow, 나이트글로)은 행성 대기에 의한 희미한 발광이다. 지구 대기권의 경우 이 광학 현상은 밤하늘이 온전히 어둡게 되지 않도록 하며, 이는 먼 쪽의 별빛과 산란일광의 영향이 제거된 이후에라도 마찬가지이다. 이 현상은 자체발광기체와 함께 기원하며 지구의 자기와 태양점 활동과는 아무런 관련이 없다.

## 같이 보기
- 광학 현상
- 오로라
- 황도광